# Băbeni-Oltețu
Băbeni-Oltețu – wieś w Rumunii, w okręgu Vâlcea, w gminie Diculești. W 2011 roku liczyła 973 mieszkańców.